# Shisparegletscher
Der Shisparegletscher, alternativ: Hasanabadgletscher, befindet sich im westlichen Karakorum im pakistanischen Sonderterritorium Gilgit-Baltistan.

## Lage
Der Shisparegletscher hat eine Länge von etwa 15 km und im unteren Teil eine mittlere Breite von 600 m. Er strömt in überwiegend südlicher Richtung durch den südöstlichen Teil der Gebirgsgruppe Batura Muztagh. Das Nährgebiet liegt an der West- und Südflanke des Shispare (7611 m). Der Gletscher endet auf einer Höhe von etwa 2500 m. Ein knapp 7 km langer Fluss führt das Schmelzwasser zum Hunza ab und mündet bei Hasanabad in diesen. Der Machuhargletscher war historisch ein rechter Tributärgletscher. Da sich dieser zurückgezogen hat, erreicht dessen Schmelzwasser den Shisparegletscher über einen 3,2 km langen Bach.

## Eisblockade 2017–2019
Die Machuhar- und Shisparegletscher waren historisch Tributärgletscher des Hasanabadgletschers. Im Laufe des 20. Jahrhunderts zogen sich die beiden Tributärgletscher zurück und waren schließlich nicht mehr miteinander verbunden. Der Shisparegletscher drang jedoch immer wieder ein Stück talabwärts, so dass dieser zwischen 2017 und 2019 den Abfluss des Machuhargletschers blockierte, woraufhin sich ein natürlicher Stausee bildete. Der See entleerte sich plötzlich und es kam in der Folge zu kleineren Gletscherläufen.